# Adolf Mas i Ginesta
Adolf Mas i Ginesta (Solsona, 1861 - Barcelone, 1936) est un photographe espagnol.
Mas i Ginesta a illustré des intérieurs bourgeois et aristocrates de Catalogne et des Iles Baléares
pendant toute la période de l'Art Nouveau. Il est un des photographes majeurs de Barcelone.